# Яжелбицький мир
Яжелбицький мир — мирний договір, підписаний за підсумками московсько-новгородської війни Василем II Темним, великим князем московським і володимирським, та урядом Новгородської Республіки в селі Яжелбіці у лютому 1456 року. Цей договір започаткував анексію Новгорода Московією, яке настало майже через 25 років, після того, як місто було прямо підпорядковане князю московському Іваном Великим в 1478 році.
Події передувала тривала боротьба за престол між Василем II і Дмитром Шемяком, що завершилася перемогою Василя. Шемяка було отруєно у 1453 році в Новгороді. За однією з версій, він був отруєний агентом Василя, за іншою - новгородським архієпископом Євфимієм II, на користь інтересам Новгорода. Згодом вдова Шемяки втекла разом із її сином Іваном Дмитровичем у Велике князівство Литовське. У 1456 році новгородці зазнали нищівної поразки від військ московського князівства. Відразу після поразки, новгородці скликали віче і звернулися до Євфимія з проханням вирушити до штабу великого князя в Яжелбицях і дізнатися, за яких умов він згоден укласти мир. Після кількох днів інтенсивних переговорів сторони підписали Яжелбицький світ. Збереглося дві копії договору, одна підписана Москвою, інша — Новгородом. Проте текст договору цих копіях не однаковий. Наразі обидва документи перебувають у Російській національній бібліотеці в Санкт-Петербурзі.
Особиста участь Євфимія у переговорах не підтверджена. Згідно зі списком Дубровського Новгородського четвертого літопису, архієпископ сам очолював делегацію, він благословляє договір у преамбулі новгородської копії. Однак він не згадується у списку парламентерів у московській копії, тому неясно, чи брав він участь у переговорах, чи просто благословив угоду. У кожному разі новгородцям вдалося наполягти кількох пунктах, обмежували вплив великого князя на внутрішню політику Новгорода. З іншого боку, у договорі були умови, які обмежували їхню незалежність. По-перше, Новгород зобов'язувався не давати притулку ворогам Василя. По-друге, він позбавлявся можливості вести самостійну зовнішню політику та приймати власні закони. По-третє, великий князь став найвищою судовою інстанцією Новгорода. По-четверте, друк новгородського віча та її посадників замінили печаткою великого князя.
Після підписання договору незалежність Новгорода була серйозно підірвана. Москва ще не керувала ним безпосередньо, але республіка була сильно урізана у правах. Василь II був настільки задоволений умовами миру, що навіть пішов на невеликі територіальні поступки Новгороду. Більшість умов дотримувалися обома сторонами, наприклад новгородські печатки, які засвідчують документи, було замінено на московські відразу після підписання договору. Однак, деякі пункти постійно порушувалися; можливо, це було наслідком відмінностей двох версій договору. Новгородці продовжували давати притулок ворогам великого князя. У свою чергу, Василь II та його спадкоємець Іван III порушували статті, що стосувалися територіальної цілісності новгородської республіки, вирішуючи судові справи на користь московських бояр, які отримували таким чином маєтки у Новгороді. Обидві сторони постійно звинувачували одна одну у порушенні умов миру протягом наступних 15 років. Зрештою, тлумачення договору, що суперечать одне одному, суперечили один одному, привели до нової війни. У 1471 році новгородці були розбиті в Шелонській битві, а в 1478 Іван III анексував Новгородську Республіку.